# Rik Mol
Rik Mol (Goes, 15 mei 1985) is een Nederlands trompettist en entertainer.

## Levensloop
Rik Mol begon op zijn achtste jaar met trompetspelen. Al snel werd hij toegelaten tot de opleiding voor jonge talenten van het Koninklijk Conservatorium in Den Haag. Hij volgde hier een klassieke opleiding. In deze tijd kreeg hij privélessen van Maurice André en Theo Mertens. Na privélessen van Wynton Marsalis was Mol verkocht voor de jazz. Nog in zijn schooltijd speelde hij vaak 's avonds in jazzclubs met bands als Piet Noordijk-boptet, Nueva Manteca, Ben van den Dungen/Rik Mol-quintet. Als jonge trompettist won hij allerlei prijzen en concoursen, zoals:
- European Trumpet Contest
- Yamaha Soloist Award
- Prinses Christina Concours 2004
- Prins Bernhardfonds Cultuurprijs 2008
- Cultuurprijzen van de provincie Zeeland (2008) en gemeente Goes (2009)

Mols debuutalbum What's On Tonight?! (2007) verscheen aanvankelijk in eigen beheer, maar werd later uitgegeven door Challenge Records. Dit debuut was genomineerd voor een Edison. Zijn tweede album Funk On Me (2010), dat meer funk en soul bevat en waarop Nate James een aantal zangpartijen voor zijn rekening neemt, verscheen bij Rough Trade Records. In 2014 werkte Mol samen met soulzangeres Shirma Rouse en Dutchflower om de single ‘Mr. Trumpet Man’ uit te brengen. ‘'Mr Trumpet Man’' werd genomineerd voor beste single op de Radio6 Soul & Jazz Awards.
In datzelfde jaar bracht Mol met A.J.C. het album 'Traveling East' uit; dit album werd alleen gereleased in Azië en werd begeleid door een lange tour in de landen China, Taiwan, Japan en Zuid-Korea.
Het album Infinite Mirrors vol.1 kwam uit op 12 oktober 2018, begeleid door de single The Blame, waarin de vocalen van Brent Carter, de zanger van de Amerikaanse soulband Tower of Power, centraal staan.
Sinds september 2014 is Mol hoofdvakdocent trompet aan het Koninklijk Conservatorium in Den Haag en vanaf september 2022 is Mol tevens aan het Utrechts Conservatorium verbonden als hoofdvakdocent trompet.

Per 1 januari 2016 is hij in vaste dienst als solotrompettist bij het Metropole Orkest.
Rik Mol woont in Hilversum samen met model en voormalig Miss Nederland Miranda Slabber. Samen hebben ze een dochter en een zoon.
Mol speelde samen met onder meer: Gregory Porter, Roy Hargrove, Khaled, Jacob Collier, Christian Scott, Quincy Jones, Steve Lukather, Michael Bolton, Chaka Khan, Basement Jaxx, Candy Dulfer, Trijntje Oosterhuis, WDR Big Band, Alain Clark, René Froger, Gerard Joling, Armin van Buuren, Nueva Manteca, Cubop City Bigband, de Toppers, Deborah Brown en Christian McBride Big Band.

## Ryan Ricks
In 2009 nam Mol onder zijn alias 'Angelo' het duet Dat kind met zijn trompet op samen met Frans Bauer, waarvoor Bauer en Mol op 28 januari 2010 een Platina Award kregen. Angelo was speciale gast in de theatertournee Frans Bauer in Concert VIII door Nederland en België.
Na de succesvolle samenwerking met Frans Bauer ontstond het idee om een instrumentaal easylisteningalbum op te nemen rondom de trompet. De artiestennaam 'Angelo' werd vervangen door 'Ryan Ricks'. Het debuutalbum kwam begin januari 2012, begeleid door de single 'Golden Brown', in België en Nederland uit. Terwijl de trompettist zelf op tournee was door Azië, nam het album vrijwel direct na verschijning een hoge vlucht in de Vlaamse hitlijsten, met een nummer 1-positie als resultaat. Hij speelde als Ryan Ricks concerten in Duitsland, Oostenrijk, Zwitserland, Zweden, België en Nederland.
Door een dispuut met zijn entourage liet een vervolgalbum op zich wachten, maar in september 2017 werd bekend dat Rik Mol een internationaal platencontract getekend had bij Universal Music. 23 maart 2018 was de album release van ‘C’est la Vie’. Het album werd groots gelanceerd in de Ethias Arena te Hasselt in België voor 14000 fans.

## Sessiemuzikant
Rik maakt deel uit van de blazerssectie ‘Jayhorns’. Door de jaren heen hebben de Jayhorns opgetreden in honderden tv-shows, werkend met artiesten als John Legend, Adele, James Morrison, Michael Bublé, Joss Stone en vele anderen.
Rik werkte als sessiemuzikant mee aan albums van o.a David Guetta, Marco Borsato, Paul de Leeuw, Jan Smit, Nick & Simon, de Toppers, Frans Bauer, Gordon, René Froger, Rob de Nijs, Gerard Joling, David Garrett, K3, Alain Clark, Hardwell, Armin van Buuren en Jacob Collier.
De Jayhorns maken onderdeel uit van de Edwin Evers Band en met diezelfde band begeleiden ze kandidaten in The Voice of Holland.

## Discografie

### Albums
| Album met eventuele hitnotering(en) in de Nederlandse Album Top 100 | Datum van verschijnen | Datum van binnenkomst | Hoogste positie | Aantal weken | Opmerkingen     |
| ------------------------------------------------------------------- | --------------------- | --------------------- | --------------- | ------------ | --------------- |
| What's on tonight?!                                                 | 29-02-2008            | -                     |                 |              | in eigen beheer |
| Funk on me                                                          | 30-07-2010            | -                     |                 |              |                 |
| Ryan Ricks                                                          | 06-01-2012            | 28-01-2012            | 20              | 10*          | als Ryan Ricks  |
| Infinite Mirrors vol. 1                                             | 12-10-2018            | -                     |                 |              |                 |

| Album met hitnotering(en) in de Vlaamse Ultratop 200 albums | Datum van verschijnen | Datum van binnenkomst | Hoogste positie | Aantal weken | Opmerkingen    |
| ----------------------------------------------------------- | --------------------- | --------------------- | --------------- | ------------ | -------------- |
| Ryan Ricks                                                  | 2012                  | 28-01-2012            | 4               | 26*          | als Ryan Ricks |
| C'est La Vie                                                | 2018                  | 23-03-2018            | 17              | 13*          | als Ryan Ricks |

### Singles
| Single met eventuele hitnotering(en) in de Nederlandse Top 40 | Datum van verschijnen | Datum van binnenkomst | Hoogste positie | Aantal weken | Opmerkingen     |
| ------------------------------------------------------------- | --------------------- | --------------------- | --------------- | ------------ | --------------- |
| Funk on me                                                    | 07-05-2010            | -                     |                 |              |                 |
| Mr Trumpet Man met Shirma Rouse                               | 15-05-2014            | -                     |                 |              | in eigen beheer |
| The Resident                                                  | 19-07-2017            | -                     |                 |              | in eigen beheer |
| Bailo Bajo La Luna                                            | 09-04-2018            | -                     |                 |              | als Ryan Ricks  |

- International Standard Name Identifier: 0000 0004 2302 809X
- Library of Congress Control Number: n2014014283
- MusicBrainz: d9326e2a-20a2-43b9-97c6-615173bb96dd
- Nederlandse Thesaurus van Auteursnamen: 356080099
- Virtual International Authority File: 305808071
- WorldCat: E39PBJwD6hP8mTt9rFF7JXth73